# سامي هابت
سامي هابت (بالإنجليزية: Asmeron Habte)‏ هو لاعب كرة قدم إريتري وألماني، ولد في 14 أكتوبر 1983 في أسمرة في إريتريا. لعب مع FC Victoria Rosport ‏.

## وصلات خارجية
- سامي هابت على موقع قاعدة بيانات كرة القدم.إي يو (الإنجليزية)
- سامي هابت على موقع عالم كرة القدم.نت (الإنجليزية)